# AFC South
Die AFC South ist eine der vier Divisions der American Football Conference (AFC), die neben der National Football Conference (NFC) eine der beiden Conferences der National Football League (NFL) ist. Die AFC South wurde mit der Umstrukturierung der NFL 2002 neu gegründet. Wie in allen Divisions der NFL, spielen vier Teams in der AFC South. Dies sind die Indianapolis Colts, welche in der Saison 2006 als erstes und bisher einziges Team dieser Division den Super Bowl gewannen, die Houston Texans, die Tennessee Titans und die Jacksonville Jaguars.

## Geschichte

### Gründung
Erstmals führte die NFL 1933 Divisions ein, da sie so ein Meisterschaftsspiel zwischen den jeweiligen Divisionssiegern austragen konnte. Nach der Fusion der NFL mit der All-America Football Conference 1950 wurden die Divisions in Conferences umbenannt.
1967 teilte die NFL nach der Aufnahme der New Orleans Saints als sechzehntes Mitglied die beiden Conferences in jeweils zwei Divisions auf. Nach der Fusion der NFL mit der American Football League (AFL) 1970 wurden die Conferences und Divisions neu arrangiert, wobei jede Conference nun drei Divisions hatte. Die AFL wurde bereits 1960 mit zwei Divisions gegründet. Eine der Conferences war dabei die namentlich an der AFL angelehnte American Football Conference, welche auch alle zehn ehemaligen AFL-Teams und drei NFL-Teams enthielt.
2001 beschlossen die Teambesitzer der NFL mit der Aufnahme der Houston Texans als 32. Mannschaft, die Conferences in jeweils vier Divisionen zu je vier Teams aufzuteilen. Während die Western und Eastern Divisions ihre Namen behalten durften, wurden die Central Divisions in die Northern Divisions umbenannt und die NFC South und AFC South neu gegründet. Die Gründungsmitglieder der AFC South waren neben den neugegründeten Houston Texans die aus der AFC East kommenden Indianapolis Colts und die aus der AFC Central kommenden Jacksonville Jaguars und Tennessee Titans.

### Entwicklung
Die ersten Divisionssieger waren die Tennessee Titans, die es in derselben Saison bis ins AFC Championship Game schafften. Dennoch waren in den ersten Jahren der Division vor allem die Indianapolis Colts dominierend, die unter Peyton Manning in den ersten neun Jahren sieben Divisionsiege erzielen konnten. 2003 stellte die AFC South mit den Colts erneut einen Teilnehmer im AFC Championship Game, ebenso 2006 und 2009. 2006 gewann mit den Colts sogar ein Divisionmitglied den Super Bowl. Auch 2009 gelangten die Colts in den Super Bowl, verloren dort jedoch.
Nachdem 2011 die Colts nur zwei Siege hatten erzielen können, schafften sie es in den folgenden Saisons unter Quarterback Andrew Luck wieder an die Spitze der AFC South. 2014 gelangten sie sogar wieder ins AFC Championship Game. Als sich bei Luck jedoch ab der folgenden Saison Schulterprobleme zeigten, ging es für die Colts sportlich bergab und die Texans übernahmen wieder die Führung. Diese hatten 2011 und 2012 bereits die Division gewonnen. 2017 gelang es erstmals den Jacksonville Jaguars die Division zu gewinnen, und sie schafften es bis ins AFC Championship Game. In der folgenden beiden Saisons gewannen erneut die Texans die Division.

## Intradivisionale Rivalitäten
Zwischen Mitgliedern der AFC South existieren zwei Rivalitäten: Texans–Titans und Jaguars–Titans.

### Jaguars–Titans
Die Jaguars und die Titans spielen seit dem Ligabeitritt der Jaguars 1995 in derselben Division. Anfangs noch in der AFC Central entwickelte sich schnell eine Rivalität zwischen den beiden Mannschaften, da beide sportlich sehr erfolgreich waren und dadurch der Kampf um den Divisionssieg fast ausschließlich zwischen den beiden Teams stattfand. Den Höhepunkt der Rivalität war 1999, als beide Mannschaften ihre jeweils beste Saison hatten. Sie trafen im AFC Championship Game aufeinander, wo die Titans die Jaguars mit 33:14 schlugen und so in den Super Bowl einzogen, den sie später verloren. In der AFC South schwächte die Rivalität ab, da die Indianapolis Colts unter Peyton Manning die Division dominierten. Beide Mannschaften konnten zwischen 2009 und 2016 nicht die Play-offs erreichen und hatten in den ersten 15 Jahren der AFC South eine kombinierte Play-off-Bilanz von 3–8. Erst seit 2015 erlebt die Rivalität durch die Wiedererstarkung beider Teams einen Aufschwung.
Die ersten vier Spiele dieser Rivalität fanden bereits statt, als die Titans noch als Houston Oilers firmierten. In den 1990ern gelangen beiden Mannschaften jeweils fünf Siege in der Regular Season, wobei die Titans während der Saison 1999 zusätzlich im AFC Championship Game einen Play-off-Sieg erzielen konnte. In den 2000ern übernahm Tennessee die Führung der Rivalität, als sie 60 % der Spiele gewannen,  zwischen 2001 und 2003 sogar fünf Spiele in Folge. 2017 konnten die Titans die Jaguars, die in dieser Saison erstmals die AFC South gewannen, zwei Mal schlagen, womit erstmals seit 2008 wieder eine Mannschaft beide Saisonspiele gewinnen konnte. Der höchste Sieg der Jaguars war ein 37:7-Sieg 2006 und der höchste Sieg der Titans fand 1999 mit 41:14 statt.

### Texans–Titans
Die Rivalität der Titans mit den Texans beruht auf der Stadt Houston. Seit ihrer Gründung bis 1997 spielten die Titans noch unter dem Namen Oilers in Houston, ehe sie die Stadt und den ganzen Bundesstaat Texas verließen. Erst 2002 kam mit den Texans die NFL wieder nach Houston. Die Rivalität war anfangs nur schwach. 2006 erstarkte die Rivalität schließlich, als die Titans im NFL Draft in der ersten Runde das Houstoner Lokaltalent Vince Young auswählten. Dieser konnte im zweiten Aufeinandertreffen in seiner Rookiesaison durch einen Touchdownlauf in der Overtime gewinnen und so die Rivalität weiter stärken. Dennoch blieb die Rivalität über längere Zeiträume von einem der beiden Teams dominiert. Zwischen 2002 und 2009 gewannen die Titans 12 von 16 Spielen, zwischen 2010 und 2017 gewannen die Texans 11 von 16 Spielen. Der höchste Sieg der Texans war 2017, als die Titans mit 57:14 gewannen, der höchste Titans-Sieg 2003 mit 38:17.

## Teams
| Team                 | Stadt/Region     | Stadion           | Gegründet           | NFL-Beitritt | Head Coach     | Besitzer         |
| -------------------- | ---------------- | ----------------- | ------------------- | ------------ | -------------- | ---------------- |
| Houston Texans       | Houston, TX      | NRG Stadium       | 6. Okt. 1999        | 2002         | DeMeco Ryans   | Janice McNair    |
| Indianapolis Colts   | Indianapolis, IN | Lucas Oil Stadium | 23. Jan. 1953       | 1953         | Shane Steichen | Jim Irsay        |
| Jacksonville Jaguars | Jacksonville, FL | TIAA Bank Field   | 30. Nov. 1993       | 1995         | Doug Pederson  | Shahid Khan      |
| Tennessee Titans     | Nashville, TN    | Nissan Stadium    | 14. Aug. 1959 (AFL) | 1970         | Brian Callahan | Amy Adams Strunk |

| Indianapolis Colts |

| Houston Texans |

| Jacksonville Jaguars |

| Tennessee Titans |

## Neuordnung
John E. Mitchell vom Rensselaer Polytechnic Institute schlug 2003 Änderungen der Divisionen vor, um die Reisedistanzen zu verkürzen und damit die Belastung auf die Spieler und die Umwelt zu minimieren. Er gelangte bei der Untersuchung einer Neuordnung nur innerhalb der bestehenden Conferences zum Schluss, dass die Indianapolis Colts der AFC North und die Miami Dolphins der AFC South zuzuordnen seien.

## Divisionspaarung
Mit der Aufteilung der NFL in acht Divisionen wurde auch ein neuer Spielplan eingeführt. Dieser sieht vor, dass jedes Team 16 Spiele und eine spielfreie Woche (Bye Week) hat. Gegen jedes Team der eigenen Division wird sowohl ein Heim- als auch ein Auswärtsspiel ausgetragen (sechs Spiele). Im Rahmen der jährlichen Rotation finden vier Spiele gegen die Teams einer Division aus der eigenen Conference (Intraconference), sowie vier Spiele gegen die Teams einer Division aus der gegnerischen Conference statt (Interconference). Die letzten zwei Begegnungen werden gegen die Teams aus der eigenen Conference ausgetragen, die in der vorangegangenen Saison in ihrer Division die gleiche Endplatzierung erreicht haben und nicht bereits durch die jährliche Rotation als Gegner feststehen. Die Rotationsreihenfolge wurde dabei 2001 für die ersten acht Saisons festgelegt, wonach entschieden wurde, ob die Rotation beibehalten oder modifiziert werden sollte. Nach dem Zyklus wurden nur leichte Änderungen vorgenommen, sodass Teams, die auf die AFC West und NFC West im selben Jahr treffen, nicht viermal an die Westküste reisen müssen. Die Paarungen der AFC South sind dabei:
| Saison | AFC (Intraconference) | NFC (Interconference) |
| ------ | --------------------- | --------------------- |
| 2002   | AFC North             | NFC East              |
| 2003   | AFC East              | NFC South             |
| 2004   | AFC West              | NFC North             |
| 2005   | AFC North             | NFC West              |
| 2006   | AFC East              | NFC East              |
| 2007   | AFC West              | NFC South             |
| 2008   | AFC North             | NFC North             |
| 2009   | AFC East              | NFC West              |
| 2010   | AFC West              | NFC East              |
| 2011   | AFC North             | NFC South             |
| 2012   | AFC East              | NFC North             |
| 2013   | AFC West              | NFC West              |
| 2014   | AFC North             | NFC East              |
| 2015   | AFC East              | NFC South             |
| 2016   | AFC West              | NFC North             |
| 2017   | AFC North             | NFC West              |
| 2018   | AFC East              | NFC East              |
| 2019   | AFC West              | NFC South             |
| 2020   | AFC North             | NFC North             |
| 2021   | AFC East              | NFC West              |
| 2022   | AFC West              | NFC East              |
| 2023   | AFC North             | NFC South             |
| 2024   | AFC East              | NFC North             |
| 2025   | AFC West              | NFC West              |

## Statistiken

### Saisonübersicht
| 2002                     |    |    |   |       |       |
| Team                     | S  | N  | U | SQ    | DIV   |
| (2) Tennessee Titans     | 11 | 5  | 0 | .688  | 6–0   |
| (5) Indianapolis Colts   | 10 | 6  | 0 | .625  | 4–2   |
| Jacksonville Jaguars     | 6  | 10 | 0 | .375  | 1–5   |
| Houston Texans           | 4  | 12 | 0 | .250  | 1–5   |
| 2003                     |    |    |   |       |       |
| Team                     | S  | N  | U | SQ    | DIV   |
| (3) Indianapolis Colts   | 12 | 4  | 0 | .750  | 5–1   |
| (5) Tennessee Titans     | 12 | 4  | 0 | .750  | 4–2   |
| Jacksonville Jaguars     | 5  | 11 | 0 | .313  | 2–4   |
| Houston Texans           | 5  | 11 | 0 | .313  | 1–5   |
| 2004                     |    |    |   |       |       |
| Team                     | S  | N  | U | SQ    | DIV   |
| (3) Indianapolis Colts   | 12 | 4  | 0 | .750  | 5–1   |
| (5) Tennessee Titans     | 12 | 4  | 0 | .750  | 4–2   |
| Jacksonville Jaguars     | 5  | 11 | 0 | .313  | 2–4   |
| Houston Texans           | 5  | 11 | 0 | .313  | 1–5   |
| 2005                     |    |    |   |       |       |
| Team                     | S  | N  | U | SQ    | DIV   |
| (1) Indianapolis Colts   | 14 | 2  | 0 | .875  | 6–0   |
| (5) Jacksonville Jaguars | 12 | 4  | 0 | .750  | 4–2   |
| Tennessee Titans         | 4  | 12 | 0 | .250  | 2–4   |
| Houston Texans           | 2  | 14 | 0 | .125  | 0–6   |
| 2006                     |    |    |   |       |       |
| Team                     | S  | N  | U | SQ    | DIV   |
| (3) Indianapolis Colts   | 12 | 4  | 0 | .750  | 3–3   |
| Tennessee Titans         | 8  | 8  | 0 | .500  | 4–2   |
| Jacksonville Jaguars     | 8  | 8  | 0 | .500  | 2–4   |
| Houston Texans           | 6  | 10 | 0 | .375  | 3–3   |
| 2007                     |    |    |   |       |       |
| Team                     | S  | N  | U | SQ    | DIV   |
| (2) Indianapolis Colts   | 13 | 3  | 0 | .813  | 5–1   |
| (5) Jacksonville Jaguars | 11 | 5  | 0 | .688  | 2–4   |
| (6) Tennessee Titans     | 10 | 6  | 0 | .625  | 4–2   |
| Houston Texans           | 8  | 8  | 0 | .500  | 1–5   |
| 2008                     |    |    |   |       |       |
| Team                     | S  | N  | U | SQ    | DIV   |
| (1) Tennessee Titans     | 13 | 3  | 0 | .813  | 4–2   |
| (5) Indianapolis Colts   | 12 | 4  | 0 | .750  | 4–2   |
| Houston Texans           | 8  | 8  | 0 | .500  | 2–4   |
| Jacksonville Jaguars     | 5  | 11 | 0 | .313  | 2–4   |
| 2009                     |    |    |   |       |       |
| Team                     | S  | N  | U | SQ    | DIV   |
| (1) Indianapolis Colts   | 14 | 2  | 0 | .875  | 6–0   |
| Houston Texans           | 9  | 7  | 0 | .563  | 1–5   |
| Tennessee Titans         | 8  | 8  | 0 | .500  | 2–4   |
| Jacksonville Jaguars     | 7  | 9  | 0 | .438  | 3–3   |
| 2010                     |    |    |   |       |       |
| Team                     | S  | N  | U | SQ    | DIV   |
| (3) Indianapolis Colts   | 10 | 6  | 0 | .625  | 4–2   |
| Jacksonville Jaguars     | 8  | 8  | 0 | .500  | 3–3   |
| Houston Texans           | 6  | 10 | 0 | .375  | 3–3   |
| Tennessee Titans         | 6  | 10 | 0 | .375  | 2–4   |
| 2011                     |    |    |   |       |       |
| Team                     | S  | N  | U | SQ    | DIV   |
| (3) Houston Texans       | 10 | 6  | 0 | .625  | 4–2   |
| Tennessee Titans         | 9  | 7  | 0 | .563  | 3–3   |
| Jacksonville Jaguars     | 5  | 11 | 0 | .313  | 3–3   |
| Indianapolis Colts       | 2  | 14 | 0 | .125  | 2–4   |
| 2012                     |    |    |   |       |       |
| Team                     | S  | N  | U | SQ    | DIV   |
| (3) Houston Texans       | 12 | 4  | 0 | .750  | 5–1   |
| (5) Indianapolis Colts   | 11 | 5  | 0 | .688  | 4–2   |
| Tennessee Titans         | 6  | 10 | 0 | .375  | 1–5   |
| Jacksonville Jaguars     | 2  | 14 | 0 | .125  | 2–4   |
| 2013                     |    |    |   |       |       |
| Team                     | S  | N  | U | SQ    | DIV   |
| (4) Indianapolis Colts   | 11 | 5  | 0 | .688  | 6-0   |
| Tennessee Titans         | 7  | 9  | 0 | .438  | 2-4   |
| Jacksonville Jaguars     | 4  | 12 | 0 | .250  | 3-3   |
| Houston Texans           | 2  | 14 | 0 | .12   | 1-5   |
| 2014                     |    |    |   |       |       |
| Team                     | S  | N  | U | SQ    | DIV   |
| (4) Indianapolis Colts   | 11 | 5  | 0 | .688  | 6-0   |
| Houston Texans           | 9  | 7  | 0 | .563  | 4-2   |
| Jacksonville Jaguars     | 3  | 13 | 0 | .188  | 1-5   |
| Tennessee Titans         | 2  | 14 | 0 | .125  | 1-5   |
| 2015                     |    |    |   |       |       |
| Team                     | S  | N  | U | SQ    | DIV   |
| (4) Houston Texans       | 9  | 7  | 0 | .533  | 5-1   |
| Indianapolis Colts       | 8  | 8  | 0 | .500  | 4-2   |
| Jacksonville Jaguars     | 5  | 11 | 0 | .313  | 2-4   |
| Tennessee Titans         | 3  | 13 | 0 | .188  | 1-5   |
| 2016                     |    |    |   |       |       |
| Team                     | S  | N  | U | SQ    | DIV   |
| (4) Houston Texans       | 9  | 7  | 0 | .563  | 5-1   |
| Tennessee Titans         | 9  | 7  | 0 | .563  | 2-4   |
| Indianapolis Colts       | 8  | 8  | 0 | .500  | 3-3   |
| Jacksonville Jaguars     | 3  | 13 | 0 | .188  | 2-4   |
| 2017                     |    |    |   |       |       |
| Team                     | S  | N  | U | SQ    | DIV   |
| (3) Jacksonville Jaguars | 10 | 6  | 0 | .625  | 4-2   |
| (5) Tennessee Titans     | 9  | 7  | 0 | .563  | 5-1   |
| Indianapolis Colts       | 4  | 12 | 0 | .250  | 2-4   |
| Houston Texans           | 4  | 12 | 0 | .250  | 1-5   |
| 2018                     |    |    |   |       |       |
| Team                     | S  | N  | U | SQ    | DIV   |
| (3) Houston Texans       | 11 | 5  | 0 | .688  | 4–2   |
| (6) Indianapolis Colts   | 10 | 6  | 0 | .625  | 4–2   |
| Tennessee Titans         | 9  | 7  | 0 | .563  | 3–3   |
| Jacksonville Jaguars     | 5  | 11 | 0 | .313  | 1–5   |
| 2019                     |    |    |   |       |       |
| Team                     | S  | N  | U | SQ    | DIV   |
| (4) Houston Texans       | 10 | 6  | 0 | .625  | 4–2   |
| (6) Tennessee Titans     | 9  | 7  | 0 | .563  | 3–3   |
| Indianapolis Colts       | 7  | 9  | 0 | .438  | 3–3   |
| Jacksonville Jaguars     | 6  | 10 | 0 | .375  | 2–4   |
| 2020                     |    |    |   |       |       |
| Team                     | S  | N  | U | SQ    | DIV   |
| (4) Tennessee Titans     | 11 | 5  | 0 | 0,688 | 5–1   |
| (7) Indianapolis Colts   | 11 | 5  | 0 | 0,688 | 4–2   |
| Houston Texans           | 4  | 12 | 0 | 0,250 | 2–4   |
| Jacksonville Jaguars     | 1  | 15 | 0 | 0,063 | 1–5   |
| 2021                     |    |    |   |       |       |
| Team                     | S  | N  | U | SQ    | DIV   |
| (1) Tennessee Titans     | 12 | 5  | 0 | 0,706 | 5–1   |
| Indianapolis Colts       | 9  | 8  | 0 | 0,529 | 3–3   |
| Houston Texans           | 4  | 13 | 0 | 0,235 | 3–3   |
| Jacksonville Jaguars     | 3  | 14 | 0 | 0,176 | 1–5   |
| 2022                     |    |    |   |       |       |
| Team                     | S  | N  | U | SQ    | DIV   |
| (4) Jacksonville Jaguars | 9  | 8  | 0 | 0,529 | 4–2   |
| Tennessee Titans         | 7  | 10 | 0 | 0,412 | 3–3   |
| Indianapolis Colts       | 4  | 12 | 1 | 0,265 | 1–4–1 |
| Houston Texans           | 3  | 13 | 1 | 0,205 | 3–2–1 |
| 2023                     |    |    |   |       |       |
| Team                     | S  | N  | U | SQ    | DIV   |
| (4) Houston Texans       | 10 | 7  | 0 | 0,588 | 4–2   |
| Jacksonville Jaguars     | 9  | 8  | 0 | 0,529 | 4–2   |
| Indianapolis Colts       | 9  | 8  | 0 | 0,529 | 3–3   |
| Tennessee Titans         | 6  | 11 | 0 | 0,353 | 1–5   |

### Play-offs

#### Play-off-Statistiken
Stand: Saisonende 2023
| Team                 | Play-off- Teilnahmen | Divisions- Meisterschaften | Jahr(e) der Division- Meisterschaft                  | AFC- Meisterschaften | Super-Bowl- Siege |
| -------------------- | -------------------- | -------------------------- | ---------------------------------------------------- | -------------------- | ----------------- |
| Indianapolis Colts   | 14                   | 9                          | 2003, 2004, 2005, 2006, 2007, 2009, 2010, 2013, 2014 | 2                    | 1                 |
| Houston Texans       | 7                    | 7                          | 2011, 2012, 2015, 2016, 2018, 2019, 2023             | 0                    | 0                 |
| Tennessee Titans     | 8                    | 4                          | 2002, 2008, 2020, 2021                               | 0                    | 0                 |
| Jacksonville Jaguars | 4                    | 2                          | 2017, 2022                                           | 0                    | 0                 |

#### Play-off-Ergebnisse
| Saison | Team                 | Bilanz | Play-off-Ergebnisse |
| ------ | -------------------- | ------ | --- |
| 2002   | Tennessee Titans     | 11–5   | Sieg in den Divisional Play-offs (Steelers) 34:31 (OT) Niederlage im AFC Championship Game (bei den Raiders) 24:41                                                                           |
| 2002   | Indianapolis Colts   | 10–6   | Niederlage in den Wild Card Play-offs (bei den Jets) 0:41 |
| 2003   | Indianapolis Colts   | 12–4   | Sieg in den Wild Card Play-offs (Broncos) 41:10 Sieg in den Divisional Play-offs (bei den Chiefs) 38:31 Niederlage im AFC Championship Game (bei den Patriots) 14:24                         |
| 2003   | Tennessee Titans     | 12–4   | Sieg in den Wild Card Play-offs (bei den Ravens) 20:17 Niederlage in den Divisional Play-offs (bei den Patriots) 14:17                                                                       |
| 2004   | Indianapolis Colts   | 12–4   | Sieg in den Wild Card Play-offs (Broncos) 49:24 Niederlage in den Divisional Play-offs (bei den Patriots) 3:20                                                                               |
| 2005   | Indianapolis Colts   | 14–2   | Niederlage in den Divisional Play-offs (Steelers) 18:21 |
| 2005   | Jacksonville Jaguars | 12–4   | Niederlage in den Wild Card Play-offs (bei den Patriots) 3:28 |
| 2006   | Indianapolis Colts   | 12–4   | Sieg in den Wild Card Play-offs (Chiefs) 23:8 Sieg in den Divisional Play-offs (bei den Ravens) 15:6 Sieg im AFC Championship Game (Patriots) 38:34 Sieg im Super Bowl XLI (vs. Bears) 29:17 |
| 2007   | Indianapolis Colts   | 13–3   | Niederlage in den Divisional Play-offs (Chargers) 24:28 |
| 2007   | Jacksonville Jaguars | 11–5   | Sieg in den Wild Card Play-offs (bei den Steelers) 31:29 Niederlage in den Divisional Play-offs (bei den Patriots) 20:31                                                                     |
| 2007   | Tennessee Titans     | 10–6   | Niederlage in den Wild Card Play-offs (bei den Chargers) 6:17 |
| 2008   | Tennessee Titans     | 13–3   | Niederlage in den Divisional Play-offs (Ravens) 10:13 |
| 2008   | Indianapolis Colts   | 12–4   | Niederlage in den Wild Card Play-offs (bei den Chargers) 17:23 (OT) |
| 2009   | Indianapolis Colts   | 14–2   | Sieg in den Divisional Play-offs (Ravens) 20:3 Sieg im AFC Championship Game (Jets) 30:17 Niederlage im Super Bowl XLIV (vs. Saints) 17:31                                                   |
| 2010   | Indianapolis Colts   | 10–6   | Niederlage in den Wild Card Play-offs (Jets) 16:17 |
| 2011   | Houston Texans       | 10–6   | Sieg in den Wild Card Play-offs (Bengals) 31:10 Niederlage in den Divisional Play-offs (bei den Ravens) 13:20                                                                                |
| 2012   | Houston Texans       | 12–4   | Sieg in den Wild Card Play-offs (Bengals) 19:13 Niederlage in den Divisional Play-offs (bei den Patriots) 28:41                                                                              |
| 2012   | Indianapolis Colts   | 11–5   | Niederlage in den Wild Card Play-offs (bei den Ravens) 9:24 |
| 2013   | Indianapolis Colts   | 11–5   | Sieg in den Wild Card Play-offs (Chiefs) 45:44 Niederlage in den Divisional Play-offs (bei den Patriots) 22:43                                                                               |
| 2014   | Indianapolis Colts   | 11–5   | Sieg in den Wild Card Play-offs (Bengals) 26:10 Sieg in den Divisional Play-offs (bei den Broncos) 24:13 Niederlage im AFC Championship Game (bei den Patriots) 7:45                         |
| 2015   | Houston Texans       | 9–7    | Niederlage in den Wild Card Play-offs (Chiefs) 0:30 |
| 2016   | Houston Texans       | 9–7    | Sieg in den Wild Card Play-offs (Raiders) 27:14 Niederlage in den Divisional Play-offs (bei den Patriots) 16:34                                                                              |
| 2017   | Jacksonville Jaguars | 10–6   | Sieg in den Wild Card Play-offs (Bills) 10:3 Sieg in den Divisional Play-offs (bei den Steelers) 45:42 Niederlage im AFC Championship Game (bei den Patriots) 20:24                          |
| 2017   | Tennessee Titans     | 9–7    | Sieg in den Wild Card Play-offs (bei den Chiefs) 22:21 Niederlage in den Divisional Play-offs (bei den Patriots) 14:35                                                                       |
| 2018   | Houston Texans       | 11–5   | Niederlage in den Wild Card Play-offs (Colts) 7:21 |
| 2018   | Indianapolis Colts   | 10–6   | Sieg in den Wild Card Play-offs (bei den Texans) 21:7 Niederlage in den Divisional Play-offs (bei den Chiefs) 13:31                                                                          |
| 2019   | Houston Texans       | 10–6   | Sieg in den Wild Card Play-offs (bei den Bills) 22:19 Niederlage in den Divisional Play-offs (bei den Chiefs) 31:51                                                                          |
| 2019   | Tennessee Titans     | 9–7    | Sieg in den Wild Card Play-offs (bei den Patriots) 20:13 Sieg in den Divisional Play-offs (bei den Ravens) 28:12 Niederlage im AFC Championship Game (bei den Chiefs) 24:35                  |
| 2020   | Tennessee Titans     | 11–5   | Niederlage in den Wild Card Play-offs (Ravens) 13:20 |
| 2020   | Indianapolis Colts   | 11–5   | Niederlage in den Wild Card Play-offs (bei den Bills) 24:27 |
| 2021   | Tennessee Titans     | 12–5   | Niederlage in den Divisional Play-offs (Bengals) 16:19 |
| 2022   | Jacksonville Jaguars | 9–8    | Sieg in den Wild Card Play-offs (Chargers) 31:30 Niederlage in den Divisional Play-offs (bei den Chiefs) 20:27                                                                               |
| 2023   | Houston Texans       | 10–7   | Sieg in den Wild Card Play-offs (Browns) 45:14 Niederlage in den Divisional Play-offs (bei den Ravens) 10:34                                                                                 |

### Divisionale Bilanzen
Bilanzen der Teams gegen die anderen Mitglieder der AFC South. Enthalten auch Spiele vor Gründung der AFC South, jedoch keine Play-off-Spiele.
Stand: Saisonende 2023
Die Indianapolis Colts haben gegen jedes Divisionsmitglied mehr Siege als Niederlagen erzielt und als einziges Mitglied der AFC South auch insgesamt mehr Siege als Niederlagen gegen Divisiongegner. Die Jacksonville Jaguars haben als einziges Mitglied mehr Niederlagen als Siege gegen jedes andere Team ihrer Division. Die Titans haben mit zwei Siegen mehr einen kleinen Vorsprung gegenüber den Houston Texans.
| Team                 | HOU     | IND     | JAX   | TEN   | Gesamt  |
| -------------------- | ------- | ------- | ----- | ----- | ------- |
| Houston Texans       |         | 11–32–1 | 29–15 | 21–23 | 61–79–1 |
| Indianapolis Colts   | 32–11–1 |         | 27–19 | 37–21 | 96–51–1 |
| Jacksonville Jaguars | 15–29   | 19–27   |       | 24–34 | 58–90   |
| Tennessee Titans     | 23–21   | 21–37   | 34–24 |       | 78–82   |